# Jüdischer Friedhof (Heddinghausen)
Der Jüdische Friedhof Heddinghausen befindet sich im Stadtteil Heddinghausen der Stadt Marsberg im Hochsauerlandkreis in Nordrhein-Westfalen. Das Baudenkmal steht seit dem 17. Dezember 1997 unter der Denkmalnummer 66 unter Denkmalschutz (siehe Liste der Baudenkmäler in Marsberg).
Auf dem jüdischen Friedhof nahe der Straße nach Niedermarsberg befinden sich 28 Grabsteine. Der Friedhof, der von ca. 1820 bis 1929 belegt wurde, wurde in der NS-Zeit zerstört. Nach dem Zweiten Weltkrieg wurden die Grabsteine in einer Reihe aufgestellt, was untypisch für einen jüdischen Friedhof ist.